# 蜘蛛人：超越新宇宙
《蜘蛛人：超越新宇宙》（英語：Spider-Man: Beyond the Spider-Verse）是一部2027年美國電腦動畫超級英雄電影，2023年電影《蜘蛛人：穿越新宇宙》的續集，《蜘蛛宇宙》三部曲的最終章，由哥倫比亞影業和索尼動畫共同製作、索尼影視娛樂發行。該片由鮑伯·培斯奇提和賈斯汀·K·湯普森共同執導，大衛·卡拉漢、菲爾·洛德與克里斯多福·米勒共同撰寫劇本。沙梅克·摩爾、海莉·史坦菲德、傑森·薛茲曼、卡蘭·索尼和丹尼爾·卡盧亞配音。
《蜘蛛人：超越新宇宙》預定2027年6月25日於美國上映。

## 配音員
- 沙梅克·摩爾聲演邁爾斯·摩拉斯／蜘蛛人：一名居住於紐約市布魯克林，擁有蜘蛛般能力的黑人少年塗鴉藝術家和物理學高材生，性格天資聰穎又反叛，後來成為了新任「蜘蛛人」。
  - 賈雷爾·傑羅姆（英语：Jharrel Jerome）聲演邁爾斯·G·摩拉斯／潛行者（英语：Prowler (comics)）：42號宇宙的邁爾斯，在該宇宙中因為父親的死而成為潛行者。
- 海莉·史坦菲德聲演關·史黛西／女蜘蛛人·關：來自65號宇宙的女蜘蛛人。早前與邁爾斯一起拯救多元宇宙，從此喜歡上邁爾斯。
- 卡蘭·索尼聲演帕維特·普拉哈卡／印度蜘蛛人：來自50101號宇宙的印度版蜘蛛人，米格爾的蜘蛛人聯盟的前成員，身為蜘蛛人的資歷比邁爾斯短。
- 丹尼爾·卡盧亞聲演霍比·布朗／龐克蜘蛛人：來自138號宇宙的龐克搖滾版本蜘蛛人，米格爾的蜘蛛人聯盟的前成員，以電吉他作為主要武器。
- 傑森·薛茲曼聲演斑點：前超煉金（英语：Alchemax）科學家，其身體因早前的對撞機爆炸事故而佈滿黑洞且意外擁有操控次元空間的能力，但因其長相被毀而失去工作及家人好友，而轉變成罪犯及超級反派。

## 製作

### 發展
2018年11月底，在《蜘蛛人：新宇宙》上映前，索尼動畫已經開始為續集進行開發工作，菲爾·洛德與克里斯多福·米勒回歸擔任製片人。洛德和米勒在撰寫續集的劇本時意識到故事過於龐大，因此決定將續集分成兩部分，並於2021年12月的巴西動漫展正式公布片名為《蜘蛛人：穿越新宇宙（第一部）》（Spider-Man: Across the Spider-Verse (Part One)）以及《穿越新宇宙（第二部）》（Across the Spider-Verse (Part Two)）。兩片同由洛德和米勒編劇，瓦昆·杜斯·山托斯、肯普·包沃斯以及賈斯汀·K·湯普森（Justin K. Thompson）執導。《穿越新宇宙（第二部）》最初定於2023年上映，但在2022年4月上映日期延期至2024年3月29日，同時兩片更名為《蜘蛛人：穿越新宇宙》以及《蜘蛛人：超越新宇宙》（Spider-Man: Beyond the Spider-Verse）。
2023年6月，洛德與米勒於《今夜娛樂》的採訪中證實《超越新宇宙》將是邁爾斯·摩拉斯的故事終章，同時也是他們最後一部參與製作的《蜘蛛宇宙系列》電影。他們亦補充《超越新宇宙》將進一步探索龐克蜘蛛人的宇宙以及出現其他版本的關·史黛西。
在2024年5月，索尼影業首席執行官托尼·文奇奎拉表示，該工作室正在探索不同的機會，以主要通過人工智能（AI）來降低電影成本並提高效率，這也是2023年好萊塢勞資糾紛的核心問題之一。針對《蜘蛛宇宙》系列中使用AI的擔憂，米勒回應道，在《蜘蛛俠：穿越蜘蛛宇宙》的續集中，不會使用生成式人工智能。他解釋說，他們為《蜘蛛宇宙》系列設定的目標之一是創造尚未在大型工作室的計算機生成電影中使用過的視覺風格，而不是通過AI重新利用其他藝術家的作品。索尼影業的Imageworks曾在系列前幾部影片的製作中使用過一些機器學習技術，但這不同於生成式AI，因為它是基於項目中已經完成的工作來輔助動畫師的。2024年8月，卡倫·索尼表示配音工作預計在“幾個月後”開始，且電影已“深度製作中”。

### 選角
2022年6月，由傑森·薛茲曼聲演的斑點確認同時出現於《穿越新宇宙》以及《超越新宇宙》。

## 發行
《蜘蛛人：超越新宇宙》原定2024年3月29日於美國上映。2023年7月，宣佈無限期延後上映，部分原因為2023年美國演員工會大罷工。2025年3月，宣布電影將於2027年6月4日於美國上映。2025年7月，宣布推遲至2027年6月25日上映。

## 外部連結
- 互联网电影数据库（IMDb）上《蜘蛛人：超越新宇宙》的资料（英文）
- Box Office Mojo上《蜘蛛人：超越新宇宙》的资料（英文）
- Metacritic上《蜘蛛人：超越新宇宙》的資料（英文）
- 爛番茄上《蜘蛛人：超越新宇宙》的資料（英文）
- 開眼電影網上《蜘蛛人：超越新宇宙》的資料（繁體中文）
- 豆瓣电影上《蜘蛛人：超越新宇宙》的資料 （简体中文）